# Dilobopterus auctula
Dilobopterus auctula är en insektsart som först beskrevs av Jacobi 1905.  Dilobopterus auctula ingår i släktet Dilobopterus och familjen dvärgstritar. Inga underarter finns listade i Catalogue of Life.